# Doofblindheid

De doofblinde Amerikaanse auteur en activiste Helen Keller in 1904

Doofblindheid is een verzamelnaam voor alle varianten in de combinatie slechtziendheid/blindheid en slechthorendheid/doofheid. De meeste doofblinden zijn niet zowel volledig doof als volledig blind, maar hebben nog enig restgehoor en/of enige restzicht. Doofblinden komen in principe dezelfde beperkingen tegen als doven en blinden, maar door de dubbele handicap zijn de beperkingen groter en ook lastiger op te lossen. De bekendste doofblinde is Helen Keller, die zowel auteur, activist als onderwijzer was.
Het totale aantal doofblinden in Nederland wordt geschat op ten minste 4000 mensen. Van deze groep is 5% doofblind geboren (congenitale doofblindheid) en 95% in de loop van hun leven doofblind geworden (verworven doofblindheid). Verreweg het grootste gedeelte van de doofblinden (70 tot 75%) is 65 jaar of ouder.

## Oorzaak
Doofblindheid kan allerlei verschillende oorzaken hebben, en kan op elk willekeurig moment in het leven ontstaan. Het kan een genetische achtergrond hebben, zoals met veel syndromen het geval is. Het syndroom kan direct bij de geboorte, maar soms ook pas in de loop van het leven tot uiting komen. Doofblindheid kan ook het gevolg zijn van een trauma, ziekte of door een toevallig samenkomen van twee losstaande oorzaken.
Aangeboren doofblindheid is meestal een onderdeel van een syndroom. Een voorbeeld is het congenitale rubellasyndroom (rodehond bij de zwangere moeder). Maar ook te vroeg geboren kinderen kunnen doofblind worden.
Vroeg verworven doofblindheid ontstaat op jeugdige of jong-volwassen leeftijd en kan erfelijk bepaald zijn, zoals het Syndroom van Usher en het Neurofibromatose type I. Maar het kan ook ontstaan door een trauma of ziekte, zoals hersenvliesontsteking.
Ouderdomsdoofblindheid is doofblindheid die alleen door de (hoge) leeftijd verklaard kan worden. Bij veel mensen gaat in de loop van het leven het gehoor en het gezichtsvermogen langzaam achteruit. Bij sommige mensen gebeurt dat beide in die mate dat de persoon doofblind wordt. Maar ook dove ouderen en blinde ouderen hebben last van deze ouderdomskwalen, en lopen dus een verhoogd risico om langzaam doofblind te worden.

## Communicatie
Communicatie bij doofblinde mensen is van essentieel belang, de wereld begrijpen en je kunnen uiten zorgt voor verdere ontwikkeling, het bevordert het competentiegevoel en vergroot het zelfvertrouwen. Je niet goed kunnen uiten of de wereld niet goed kunnen begrijpen kan leiden tot frustratie en andere gevolgen.
Doofblinden kunnen op verschillende manieren communiceren, afhankelijk van het restgehoor en restzicht. Sommige doofblinden horen genoeg om te kunnen horen en verstaan, mits de gesprekspartner duidelijk spreekt en de luisteromstandigheden gunstig zijn. Andere doofblinden zien genoeg om het gehoor met de ogen te kunnen ondersteunen (spraakafzien), zodat een gesprek op de 'normale' manier bij gunstige kijkomstandigheden nog steeds mogelijk is, of er kan een gebarentaal gebruikt worden mits de gesprekspartner de gebaren in het zichtveld maakt.
Doofblinden die onvoldoende restgehoor en restzicht hebben zijn aangewezen op andere communicatiemiddelen zoals o.a. een tactiele gebarentaal, een aangepast handalfabet of braille. De voorkeur voor een bepaalde communicatievorm is per persoon verschillend en hangt mede af van de achtergrond van de doofblinde. 
Veel doofblinden kiezen voor een Cochleair implantaat. Met dit implantaat kunnen velen omgevingsgeluiden horen en hun kwaliteit van leven sterk verbeteren. 
Sommige doofblinden maken gebruik van speciale communicatiehulpmiddelen, zoals de Tellatouch of de nieuwe versies daarvan zoals de TeleBraille en de Screen Braille Communicator.
Aangezien het aanbieden en verder ontwikkelen van de communicatie heel specifieke vaardigheden vraagt van de omgeving en de mensen waar de doofblinde persoon mee te maken heeft is voor doofblinde kinderen specialistisch onderwijs van belang. Dit wordt verzorgd door Kentalis.
Aan de Rijksuniversiteit Groningen (RUG) kunnen studenten de masteropleiding Communication and Deafblindness volgen. Hoofd van deze opleiding is Marleen Janssen, de eerste en enige hoogleraar ter wereld die zich specifiek richt op communicatie met doofblinden. In het Research Centre on Profound and Multiple Disabilities van de RUG wordt onderzoek gedaan naar communicatie met doofblinde kinderen en volwassenen.

## Prominente doofblinden
- Laura Bridgman (1829–1889): het eerste doofblinde kind dat succesvol onderwijs heeft genoten in de Verenigde Staten.
- Francisco Goya (1746-1828): schilder, was doofblind op het einde van zijn leven.
- Helen Keller (1880–1968): auteur, activist, onderwijzer, en de eerste doofblinde persoon met een Bachelor of Arts in de Verenigde Staten.
- Haben Girma (1988): auteur, activist, en de eerste doofblinde persoon die is afgestudeerd aan Harvard Law School. Ze heeft in 2019 een autobiografie gepubliceerd met de titel Haben: The Deafblind Woman Who Conquered Harvard Law in 2019.[1]